# Синди (Естонија)
Синди (ест. Sindi linn) је град у округу Пјарну, југозападна Естонија. Удаљен је 14 км од главног града округа, Пјарнуа. Синди се налази на левој обали реке Пјарну.
Синди се простире на површини од 5 км² и има, према попису из 2006. године, 4.049 становника. Налази се на 14 метара надморске висине.
На подручју Синдија било је мезолитско насеље „Pulli“ које датира од око 8.500 године пре Христа, па је најстарије познато насеље у Естонији. Открили су га геолози 1965. године. Име града долази од Clauss Zindta, градоначелника Пјарнуа који је основао дворац „Zintenhof“ на овом подручју. Данашње насеље се формира 1833. око фабрике текстила. Службено постаје општина 1921, а град 1938. године. Важно за развој града било је оснивање железничке станице 1928. која је радила до 1970.